# 100 Beste Plakate
Der Verein 100 Beste Plakate e.V. ist ein Interessenverband für Gestaltung, Grafik, Design und die grafischen Künste in den Ländern Deutschland, Österreich und der Schweiz. Gegründet wurde der Verein mit dem Ziel, das Medium Plakat mit höchstem gestalterischen Anspruch zu fördern, zu prämieren und im öffentlichen Bewusstsein zu verstärken.

## Geschichte
Der Verein 100 Beste Plakate  ging aus dem Wettbewerb Die besten Plakate des Jahres hervor, der 1966 ins Leben gerufen wurde. 2001 übernahm der neu gegründete Verein die Organisation und Neuausrichtung des Wettbewerbes. Im Geiste des europäischen Gedankens wurde der Wettbewerb auf das deutschsprachige Plakat ausgedehnt und damit auch Künstler aus Österreich und der Schweiz integriert.
Kooperierende Fachverbände des Vereins sind: DesignAustria, die Alliance Graphique Internationale, die International Council of Graphic Design Associations, der BDG Berufsverband der Deutschen Kommunikationsdesigner e.V. sowie der AGD.

## Wettbewerb
Der Verein veranstaltet jährlich einen Wettbewerb im DACH Verbund. Eingeladen zur Einreichung der besten Werke des jeweilig abgelaufenen Jahres sind Plakatgestalter, Künstler, Studenten und Druckereien. Ebenfalls besteht die Möglichkeit für Auftraggeber von Plakaten diese zu nominieren. Eine jährlich wechselnde Jury aus Gestaltern wählt aus den eingereichten Plakaten die 100 besten aus, die anschließend prämiert und ausgestellt werden.
Zum Wettbewerb erscheint jährlich das Buch 100 Beste Plakate.

## Ausstellungen
Die prämierten Plakate werden der Öffentlichkeit in Berlin (Kulturforum am Potsdamer Platz), Essen, Nürnberg, Luzern, Zürich und Wien MAK (Österreichisches Museum für angewandte Kunst / Gegenwartskunst) sowie an weiteren wechselnden Orten durch mehrwöchige Ausstellungen vorgestellt. Die Plakate gehen in die Sammlungen des Deutschen Plakat Museums (Folkwang Museum) Essen und des MAK ein.

## Präsidenten
- 2001 bis 2007: Niklaus Troxler
- 2007 bis 2010: Henning Wagenbreth
- 2010 bis 2014: Stephan Bundi
- 2014 bis 2018: Götz Gramlich
- seit 2018: Fons Matthias Hickmann